# Стропила

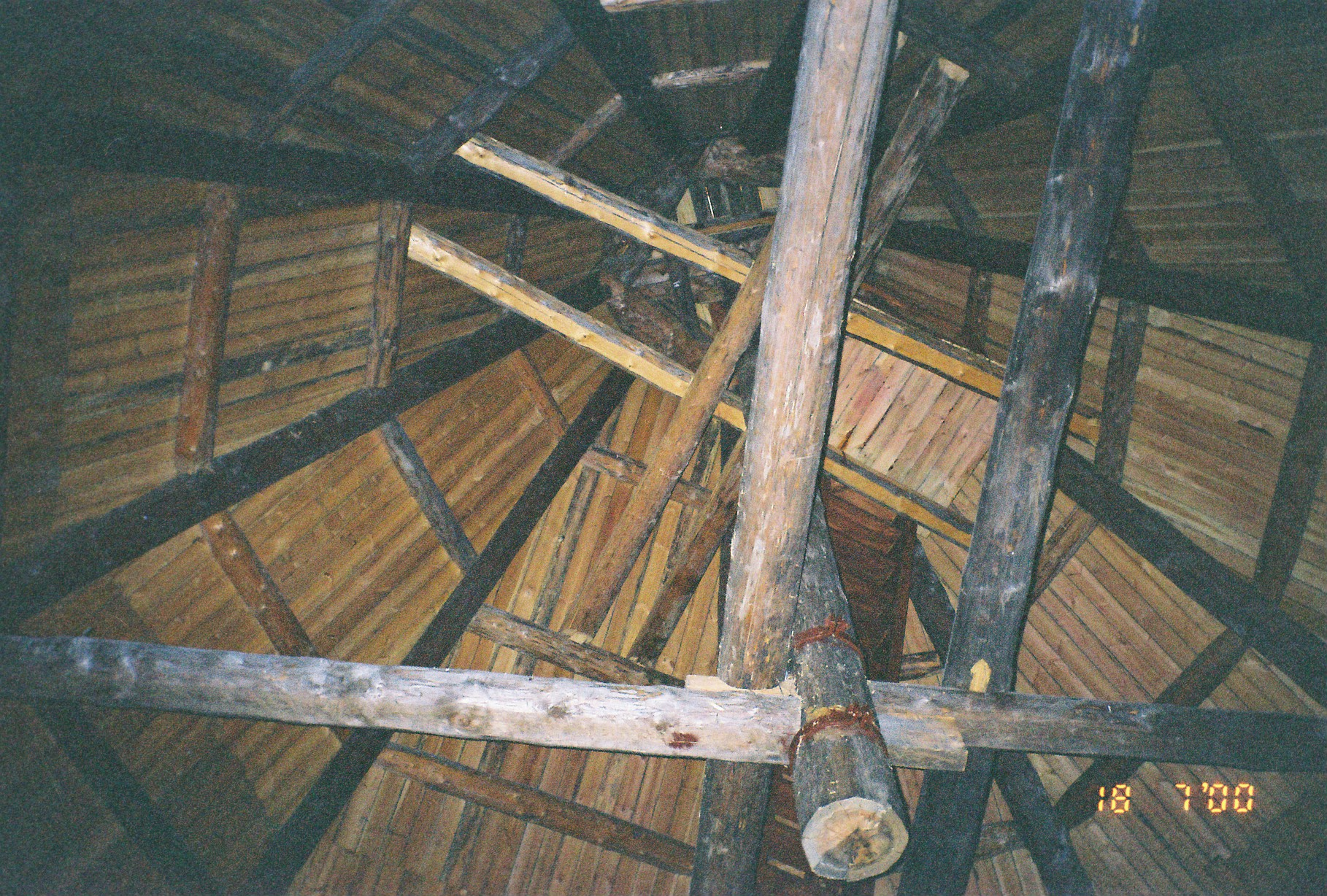
Стропила одной из башен в крепости Орешек

Стропи́ла (стропильная система) — несущая система скатной крыши, состоящая из наклонных стропильных ног, вертикальных стоек и наклонных подкосов. При необходимости стропила «связываются» понизу горизонтальными подстропильными балками.

## Типы стропил
Стропила можно подразделить на наслонные, висячие и висячие фермы со шпалами.
Наслонные стропила концами опираются на стены здания, а средней частью (при пролёте между опорами более 4,5 м) — на промежуточные опоры. Висячие же стропила опираются только концами на стены здания. Висячие стропила устраивают в том случае, если расстояние между опорами (противоположными наружными стенами здания) не превышает 6,5 м. Наличие дополнительной опоры позволяет увеличить ширину, перекрываемую стропилами, до 12 м, а двух опор — до 15 м.

## Конструкция
Стропила состоят из:
- наклонных стропильных ног,
- вертикальных стоек,
- наклонных подкосов.

Опора стропил производится:

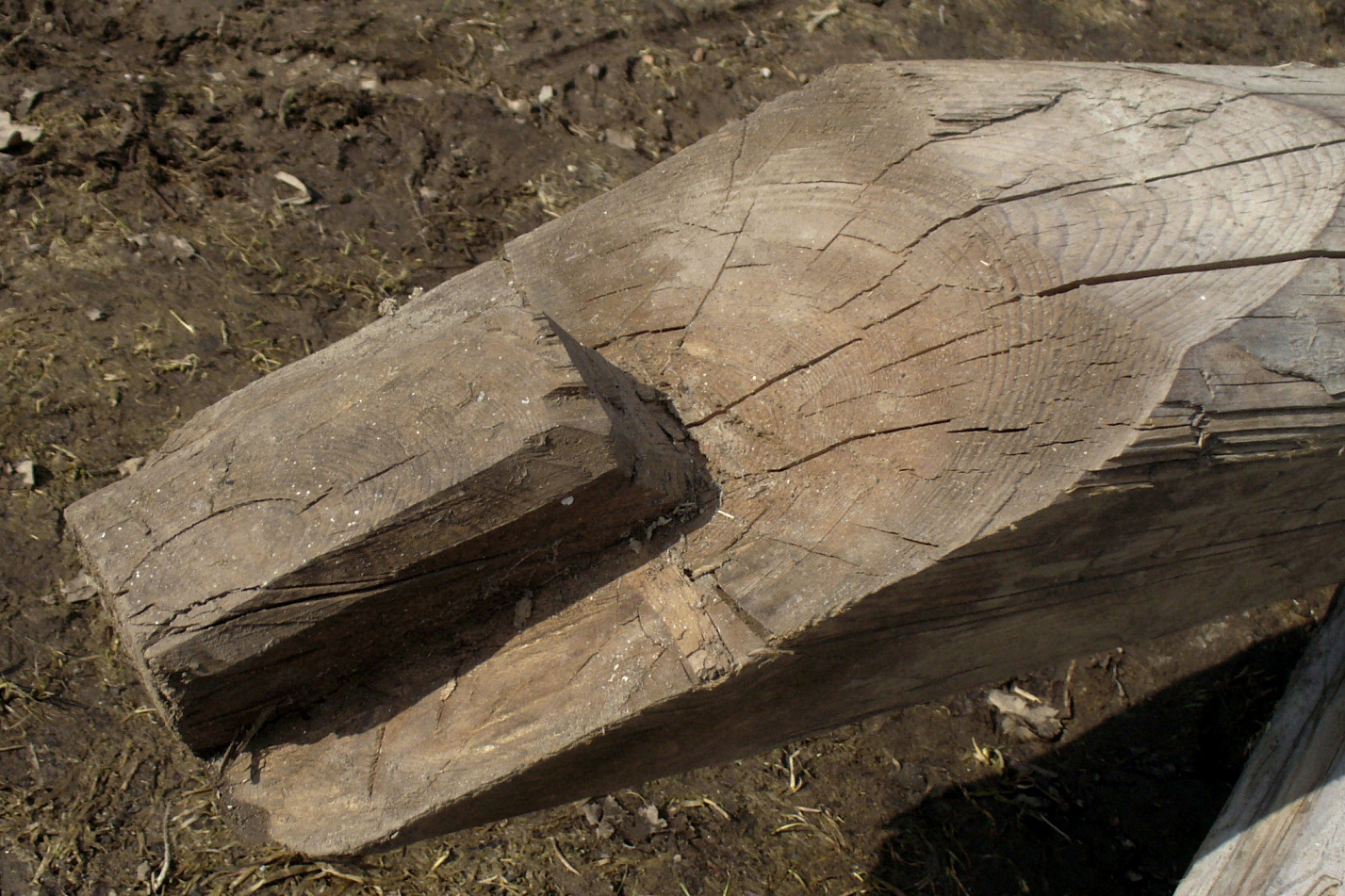
Конец стропильной ноги с шипом

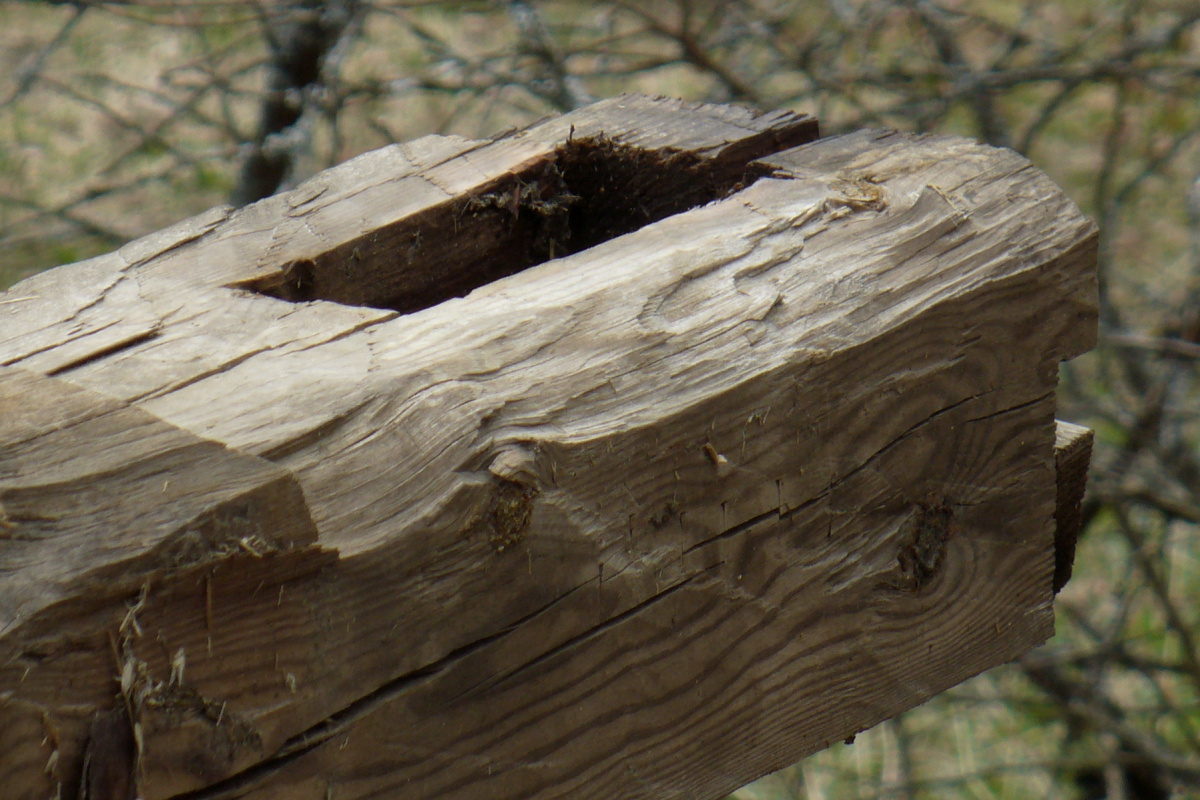
Конец затяжки с выемкой под шип стропильной ноги

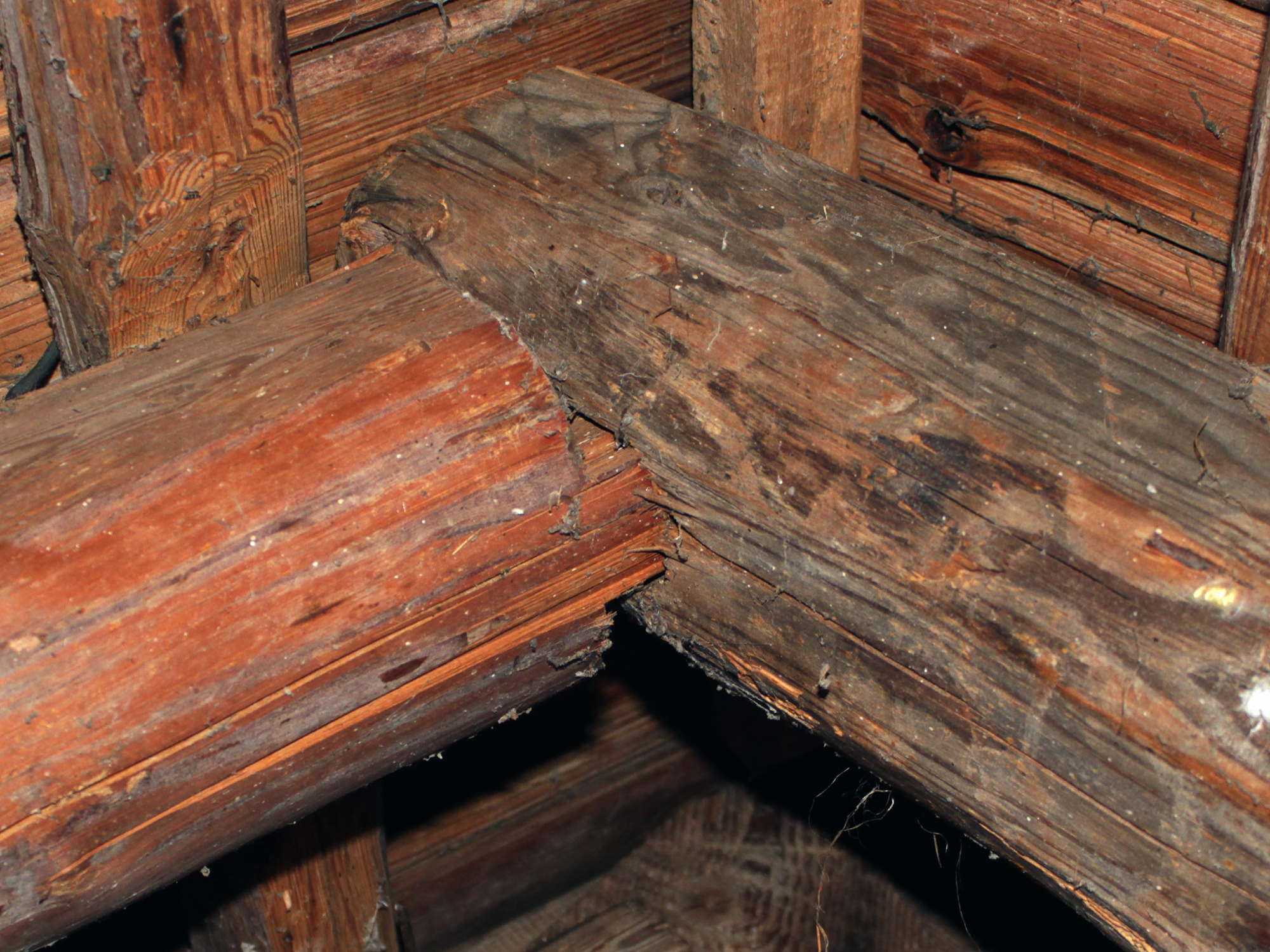
Соединение верхних концов стропильных ног

- в деревянных брусчатых или рубленых зданиях — на верхние венцы;
- в каркасных — на верхнюю обвязку;
- в каменных домах — на мауэрлат, брусья толщиной 140—160 мм.

Мауэрлат может располагаться по всей длине здания или подкладываться только под стропильную ногу. В том случае, если стропильные ноги в сечении имеют небольшую ширину, они могут со временем провиснуть. Чтобы избежать этого, необходимо применять специальную решётку, состоящую из стойки, подкосов, прогона и ригеля. Для изготовления стоек и подкосов используют доски шириной 150 мм и толщиной 25 мм или деревянные пластины, получаемые из бревна, диаметром не менее 130 мм.
Для закрепления стропильной ноги применяется затяжка, связывающая нижние концы стропильных ног каждого стропила. При скольжении по затяжке стропильный конец может нарушить её целостность. Чтобы предотвратить скольжение, врубать стропильную ногу в затяжку рекомендуется зубом, шипом или тем и другим одновременно. Стропила устанавливаются на расстоянии 300—400 мм от края.
- Кобы́лка — отрезок доски, удлиняющий нижний конец стропильной ноги для расположения на нём свеса крыши или сплошной обрешётки, лежащей на карнизе.
- Наро́жник — элемент кровельной системы здания, укороченная стропильная нога, поддерживающая участок ската между накосной стропильной ногой и свесом крыши.